# 南風道林地
南風道林地是香港一處林地，位於香港島黃竹坑東北部，南風道與金夫人馳馬徑一帶的位置，佔地8公頃，為香港島僅存的風水林，於1993年6月22日被劃定為具特殊科學價值地點。
南風道林地為一個香港開埠之初開始發展的原生樹林，擁有多種具保護價值的植物品種，包括：
| - 黃桐 - 木荷 - 白桂木 - 羊蹄甲藤 - 白藤 | - 羅浮買麻藤 - 紫玉盤 - 三色菠蘿蜜 - 胭脂樹 - 柳葉茶 | - 金葉樹 - 黃果桂 - 華南皂莢 - 黑葉谷木 - 刺果紫玉盤 |